# Срінагарська соборна мечеть

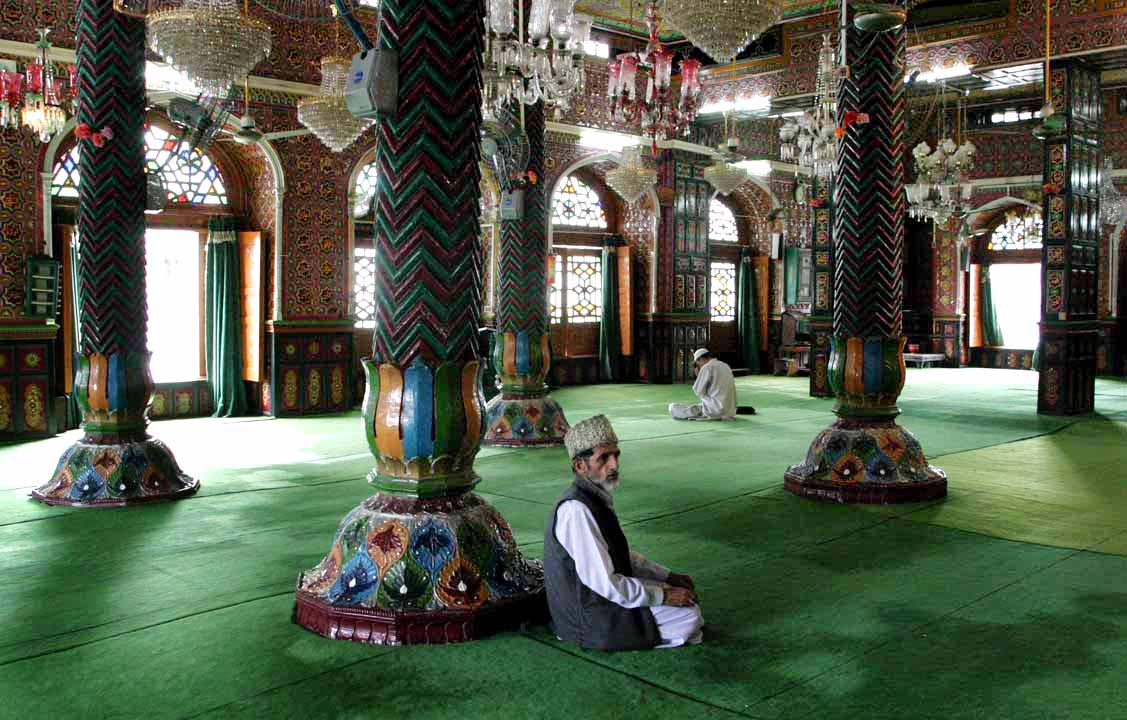
Внутрішній вигляд молитовної зали

Срінагарська соборна мечеть — мечеть в місті Срінагар, Джамму та Кашмір, Індія.

## Архітектура та історія
Розташована у середині старого міста. Побудована султаном Кашміра Сікандар-шахом I у 1400. Пізніше син Сікандар-шаха Зайн аль-Абідін-шах розширив мечеть. Пам'ятник індо-сарацинського стилю, чудовий внутрішній двір та ряд із 370 дерев'яних, різьблених і багато прикрашених стовпів.
Інша особливість мечеті - мир і спокій у ній, виділяючись на тлі суєти старих базарів навколо неї. Тисячі мусульман збираються в мечеті щоп'ятниці, щоб піднести свої молитви Всевишньому.
Тричі горіла у вогні та відновлювалася щоразу. Останнє відновлення виконано під час правління махараджі Пратапа Сінгха.